# Biançon
Le Biançon est une rivière française du département du Var de la région Provence-Alpes-Côte d'Azur et un affluent droit du fleuve côtier la Siagne.

## Géographie
De 24,6 kilomètres de longueur, le Biançon prend sa source sur la commune de Mons à 683 mètres d'altitude,, entre le Peygros (778 m) et le domaine de la Chesnaye. Une grotte est référencée au croisement des deux routes départementales D37 et D563.
Il coule globalement du nord-ouest vers le sud-est et traverse le lac de barrage : lac de Saint-Cassien.
Il conflue dans la commune de Tanneron, à 62 mètres d'altitude.

### Communes et cantons traversés

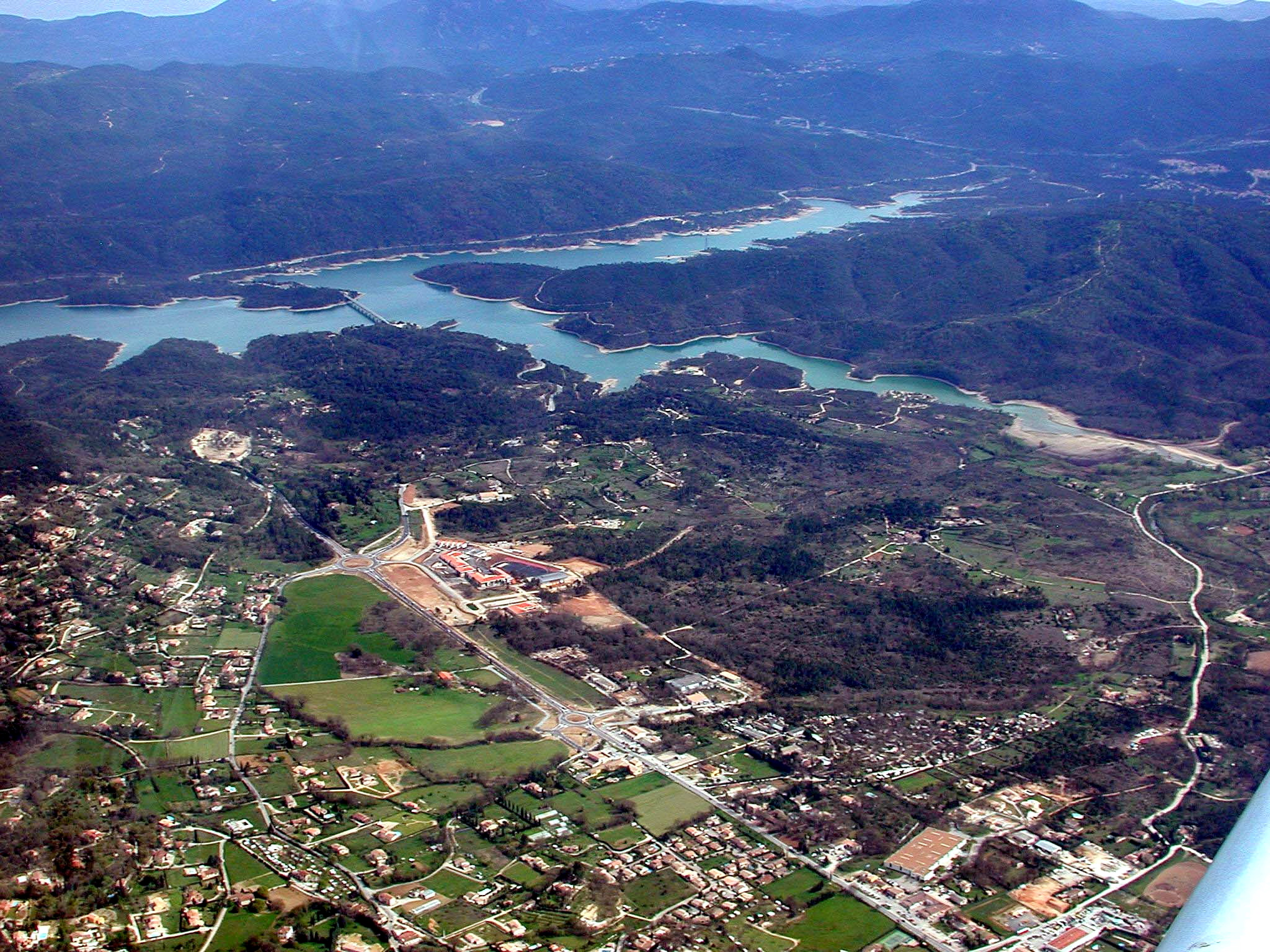
Le lac de Saint-Cassien vu d'avion

Dans le seul département du Var, le Biançon traverse cinq communes et un seul cantons :
- dans le sens amont vers aval : Mons (source), Tourrettes, Callian, Montauroux, Tanneron, (confluence).

Soit en termes de cantons, le Biançon prend source et conflue dans le seul canton de Fayence, dans l'arrondissement de Draguignan.

### Bassin versant
Le Biançon traverse une seule zone hydrographique « le Biançon » (Y552) de 161 km2 de superficie. Ce bassin versant est constitué à 67,04 % de « forêts et milieux semi-naturels », à 20,68 % de « territoires agricoles », à 10,38 % de « territoires artificialisés », à 2,02 % de « surfaces en eau ».

## Affluents
Le Biançon a neuf affluents référencés :
- le Vallon de Mailla (rg[note 1]), 2,4 km, dans les deux communes de Callian, Montauroux.
- le Vallon de Vincent (rg), 1,4 km, dans la seule commune de Montauroux.
- le Vallon de la Route (rg), 3 km, dans la seule commune de Montauroux avec deux affluents :
  - le Vallon des Adrechs (rg), 1,4 km, dans la seule commune de Montauroux.
  - le Vallon de Font d'Olivier (rg), 2,1 km, dans la seule commune de Montauroux.
- le Riou Blanc (rd), 17,8 km, sur cinq communes - Seillans, Fayence, Tourrettes, Callian, Montauroux -, avec sept affluents et de rang de Strahler quatre, confluent avant le lac de Saint-Cassien.
- le Vallon de la Carpenée (rd), 3,2 km, dans les deux communes de Callian, Montauroux et confluant à l'extrême ouest -au sud-ouest- du lac de Saint-Cassien et avec trois affluents :
  - le Vallon de Jaumounet (rg), 3,2 km, dans les deux communes de Callian, Montauroux avec un affluent :
    - le Vallon de Sarraire (rg), 0,7 km, dans la seule commune de Callian.

  - le Vallon de Saquou ou Vallon de la Font Viguier (rg), 2,8 km, dans les deux communes de Callian et Tourrettes avec deux affluents :
    - le Vallon du Gabre (rd), 1,7 km, dans les deux communes de Callian et Tourrettes.
    - le Vallon des Villards (rg), 1,3 km, dans la seule commune de Callian.

  - le Vallon de L'Hubac de Peillon (rd), 3,2 km, dans la seule commune de Montauroux.
- le Vallon de Laquet (rd), 1,6 km, dans la seule commune de Montauroux.
- le Vallon des Vaux (rd), 6,1 km, dans les trois communes de Montauroux, Les Adrets-de-l'Esterel, Tanneron avec deux affluents :
  - le Vallon de la Verrerie (rg), 2,3 km, dans la seule commune de Les Adrets-de-l'Esterel.
  - le Vallon du Chemin Charretier ou Vallon de la Rocaire (rd), 6,1 km, dans les deux communes de Les Adrets-de-l'Esterel et Tanneron - qui se jette dans le lac en fait - avec deux affluents :
    - le Vallon du Lenté (rd), 2,2 km, dans la seule commune de Tanneron.
    - le Vallon de Joulian (rd), 1,1 km, dans les deux communes de Les Adrets-de-l'Esterel et Tanneron.

Le Vallon des Vaux est à moins de 100 mètres de l'Autoroute française A8 dite la Provençale.
- le Riou Fer ou Vallon de Regue de Maille (rd), 7,2 km, dans la seule commune de Tanneron, qui conflue juste en dessous du lac de Saint-Cassien avec deux affluents :
  - le Vallon de Rompecambe (rd), 1,9 km, dans la seule commune de Tanneron.
  - le Vallon de la Font de Couscou (rg), 3,6 km, dans la seule commune de Tanneron avec un affluent :
    - le Vallon de l'Aumarinier (rg), 0,8 km, dans la seule commune de Tanneron.
- le Vallon Gros de la Verrerie ou Vallon de la Verrerie (rd), 8,7 km, dans la seule commune de Tanneron avec deux affluents :
  - le Vallon des Peyrines (rg), 3,7 km, dans la seule commune de Tanneron.
  - le Vallon de l'Aubarie (rg), 5,6 km, dans la seule commune de Tanneron.

## Hydrologie

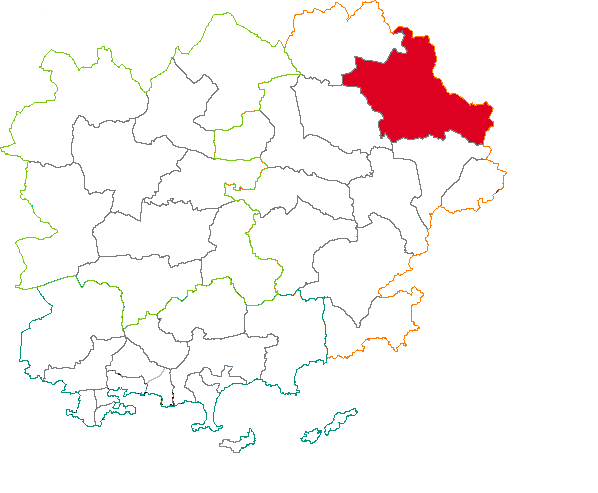
Canton de Fayence dans le Var.

### Rang de Strahler
Le rang de Strahler est de cinq.

## Aménagements et tourisme

### Le lac de Saint-Cassien

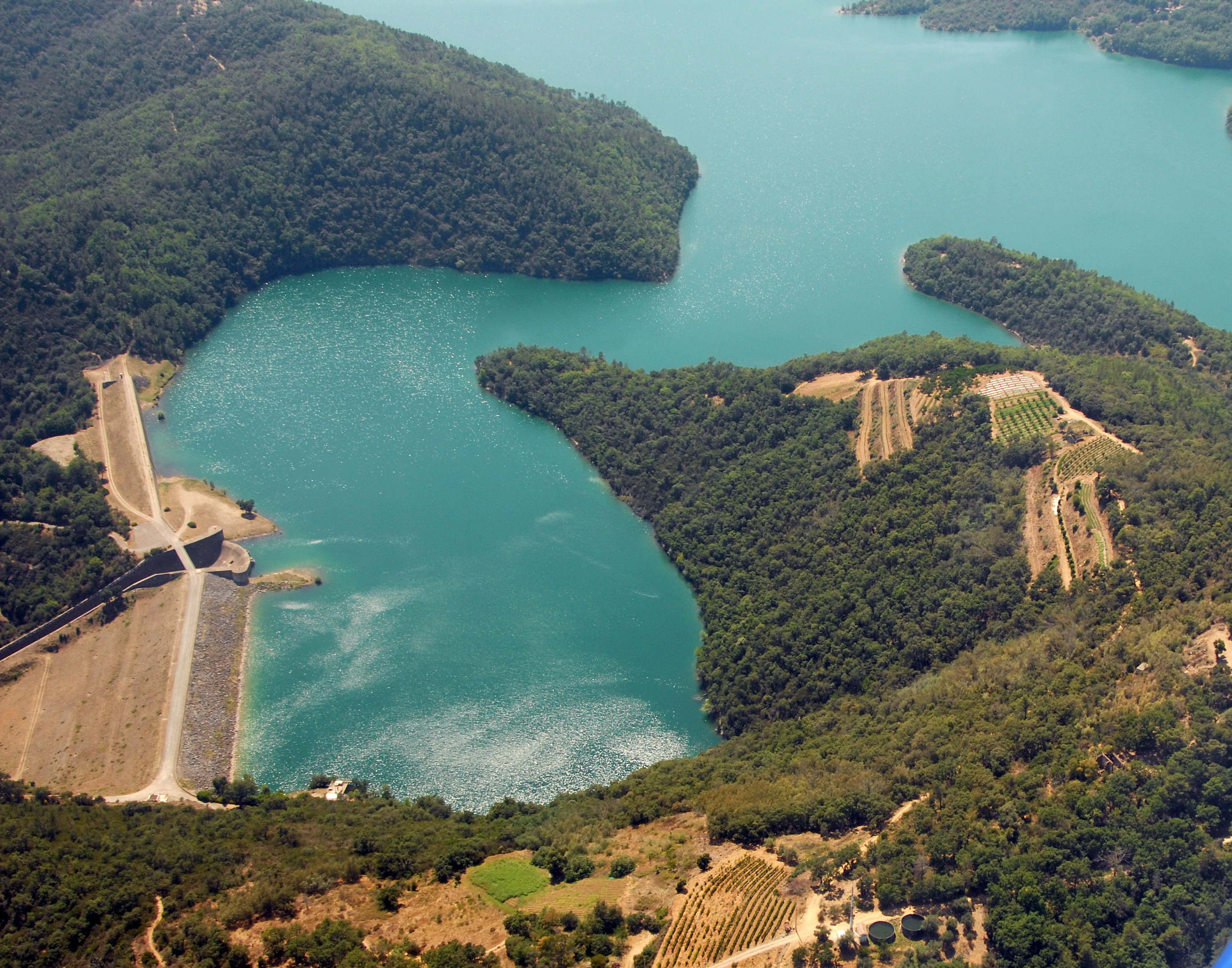
Le barrage EDF du lac de Saint-Cassien

Le lac de retenue de Saint-Cassien est situé dans la communauté de communes du Pays de Fayence. 
Le barrage est de type digue (en terre). Il culmine à la cote 158,50 m NGF. Sa cote nominale de retenue est à 147,35 m et sa cote minimale de réserve utile à 138,50 m. Le 16 septembre 2006 , du fait de la sécheresse, il a atteint sa cote la plus basse : 139,92 m.
Comme la retenue de Malpasset auparavant, il recouvre dans ses flancs sur 7 kilomètres l'aqueduc romain de Mons à Fréjus, dans lequel fut installé en 1894 une conduite moderne en ciment.
La ligne très haute tension à 400 000 volts qui alimente la Côte d'Azur traverse le lac de Saint-Cassien. Le transformateur électrique Biançon transforme ce courant en 225 000 volts pour Saint-Raphaël, Fréjus et Mandelieu. Il est géré par RTE, le Réseau de Transport d'Electricité.

## Écologie et ZNIEFF

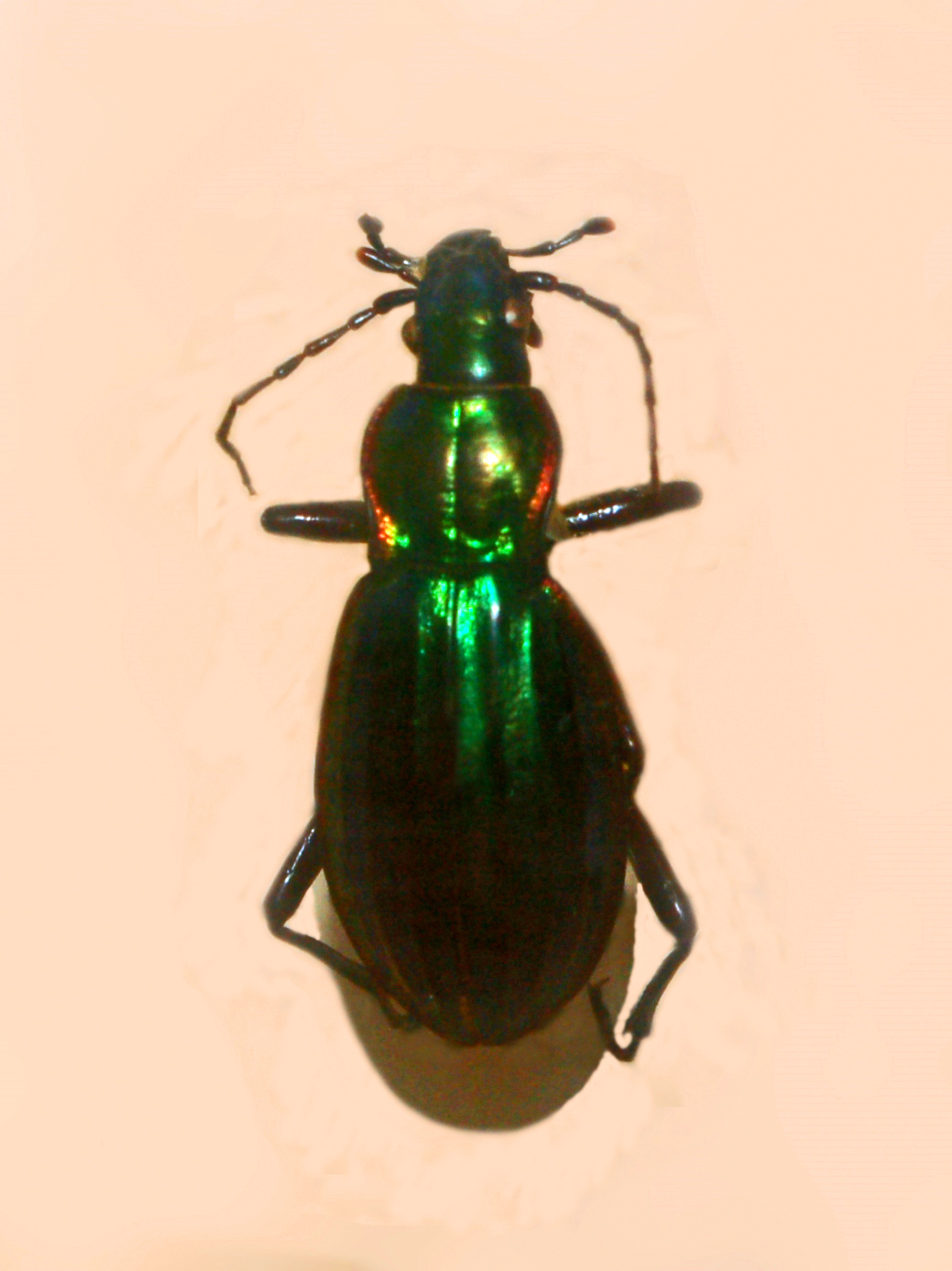
Carabus solieri.

Une ZNIEFF de type 2 est décrite depuis 1988, pour 1 807 hectares, sur les quatre communes de Callian, Montauroux, Saint-Paul-en-Forêt, Tourrettes : Znieff 930012579 - Bois de l'Ermite.

### Flore
La forêt est constituée de chêne pubescent, de pin d'Alep, de chêne-liège et de charmes.

### Faune
Seulement trois espèces animales d’intérêt patrimonial dont une seule déterminante ont été recensées. Il s’agit pour les Oiseaux nicheurs du Guêpier d'Europe et du Pic épeichette et pour les Insectes du Carabe de Solier.